# Juan Francisco Guevara
Pour les articles homonymes, voir Juanfran et Guevara.
Juan Francisco « Juanfran » Guevara Silvente (né le 19 août 1995 à Lorca) est un pilote de vitesse moto espagnol. Il annonce sa retraite en décembre 2017.

## Statistiques

### Résultats par année
| Année | Catégorie | Moto      | 1       | 2       | 3       | 4      | 5       | 6       | 7       | 8       | 9       | 10      | 11      | 12      | 13      | 14      | 15      | 16      | 17      | 18      | Pos | Pts |
| ----- | --------- | --------- | ------- | ------- | ------- | ------ | ------- | ------- | ------- | ------- | ------- | ------- | ------- | ------- | ------- | ------- | ------- | ------- | ------- | ------- | --- | --- |
| 2011  | 125 cm3   | Aprilia   | QAT     | ESP     | POR     | FRA    | CAT     | GBR     | NED     | ITA     | GER     | CZE     | IND     | SMR     | ARA     | JPN     | AUS     | MAL     | VAL DNS |         | nc  | 0   |
| 2012  | Moto3     | FTR-Honda | QAT     | ESP     | POR     | FRA    | CAT     | GBR     | NED     | GER     | ITA     | IND     | CZE     | RSM     | ARA 24  | JPN     | MAL     | AUS     | VAL 12  |         | 32e | 4   |
| 2013  | Moto3     | TSR Honda | QAT 21  | USA 16  | ESP Ab. | FRA 22 | ITA Ab. | CAT 20  | NED Ab. | GER 25  | IND Ab. | CZE Ab. | GBR Ab. | RSM 27  | ARA 28  | MAL 21  | AUS 27  | JPN 22  | VAL 23  |         | nc  | 0   |
| 2014  | Moto3     | Kalex KTM | QAT Ab. | AME 11  | ARG 12  | ESP 16 | FRA Ab. | ITA 8   | CAT 28  | NED Ab. | GER 10  | IND 8   | CZE 16  | GBR 14  | RSM 9   | ARA Ab. | JPN Ab. | AUS 25  | MAL 11  | VAL 15  | 17e | 46  |
| 2015  | Moto3     | Mahindra  | QAT 18  | AME Ab. | ARG Ab. | ESP 20 | FRA 12  | ITA Ab. | CAT 26  | NED Ab. | GER DNS | IND 18  | CZE 14  | GBR 7   | RSM Ab. | ARA 21. | JAP 21  | AUS Ab. | MAL 20  | VAL Ab. | 24e | 15  |
| 2016  | Moto3     | KTM       | QAT 25  | ARG 12  | AME 12  | ESP 12 | FRA 13  | ITA 9   | CAT 13  | NED Ab. | GER Ab. | AUT 12  | CZE 23  | GBR 16  | RSM 12  | ARA 9   | JAP 25  | AUS Ab. | MAL Ab. | VAL 6   | 21e | 50  |
| 2017  | Moto3     | KTM       | QAT Ab. | ARG 9   | AME 6   | ESP 10 | FRA 5   | ITA 3   | CAT 17  | NED 12  | GER 12  | CZE 5   | AUT 14  | GBR Ab. | RSM Ab. | ARA 12  | JAP Ab. | AUS 23  | MAL 13  | VAL 6   | 11e | 88  |

| Couleur | Résultat                     |
| ------- | ---------------------------- |
| Or      | Vainqueur                    |
| Argent  | 2e place                     |
| Bronze  | 3e place                     |
| Vert    | Terminé, dans les points     |
| Bleu    | Terminé, pas dans les points |
| Violet  | Abandon (Ab.) ou (Ret)       |
| Violet  | Non classé (NC)              |
| Rouge   | Pas qualifié (DNQ)           |
| Noir    | Disqualifié (DSQ)            |
| Blanc   | Pas au départ (DNS)          |
| Blanc   | Forfait (WD)                 |
| Blanc   | N'a pas participé (DNP)      |
| Blanc   | Blessé (INJ)                 |
| Blanc   | Exclu (EX)                   |
| Blanc   | Course annulée (C)           |